# Guineoeuops japensis
Guineoeuops japensis es una especie de coleóptero de la familia Attelabidae.

## Distribución geográfica
Habita en Nueva Guinea (Indonesia).